# ガンガンラジオ
ガンガンラジオは、代々木アニメーション学院にてネット配信され、ラジオ関西と文化放送にて放送されていたアニラジ番組。

## 歴史
2009年1月：代々木アニメーション学院のネットラジオで『太紀・真仁のガンガンラジオ』として放送開始。
2009年4月5日：ラジオ関西での地上波放送開始。
2009年4月12日：文化放送で放送開始（改編の都合により）。
2009年9月27日：ラジオ関西にて放送が終了、一週間後、文化放送での放送も終了。

## 放送時間
※文化放送は前半30分で放送終了。
ラジオ関西：毎週日曜日　23:00〜24:00
文化放送：毎週日曜日　22:00〜22:30（短縮ネット）

## 主要コーナー
前半30分
ふつおた
普通のお便りを紹介するコーナー。
代アニニュースペーパー
代々木アニメーション学院の最新情報を紹介する。
後半30分
ガンラジ夢工房
3人の夢をかなえていくコーナー　
（例）魔法少女になりたい、山盛りイクラ丼を食べたい、ホストを体験してみたい　など。
今宵語り部
パーソナリティーの思ったこと・近況などを紹介する。3人でローテーションする。
不定期
ザ・ドキュメント
さまざまな業界のプロを招いて話を聞くコーナー。

## ゲスト
- 西尾大介（アニメ監督）
- TIA（歌手）